# Torneo Nacional de Ascenso 2006-07
La temporada 2006-07 del Torneo Nacional de Ascenso fue la decimoquinta edición del torneo de segundo nivel para equipos de baloncesto. El torneo contó con catorce equipos.
El campeón fue El Nacional Monte Hermoso, que derrotó en la final por el campeonato a Independiente de Neuquén. Ambos equipos estaban ascendidos a la hora de disputar la serie.

## Equipos participantes
| Club                      | Procedencia                              | Estadio                      |
| El Nacional Monte Hermoso | Monte Hermoso, Buenos Aires              | Polideportivo Municipal      |
| Independiente             | Neuquén, Neuquén                         |                              |
| Pedro Echagüe             | Buenos Aires                             |                              |
| Olimpia                   | Venado Tuerto, Santa Fe                  | Estadio Olimpia              |
| Unión                     | Sunchales, Santa Fe                      | La Fortaleza del Bicho       |
| Regatas San Nicolás       | San Nicolás de los Arroyos, Buenos Aires |                              |
| La Unión de Formosa       | Formosa, Formosa                         | Polideportivo Cincuentenario |
| Asociación Española       | Charata, Chaco                           |                              |
| Argentino                 | Junín, Buenos Aires                      | El Fortín de las Morochas    |
| Echagüe                   | Paraná, Entre Ríos                       | Estadio Luis Butta           |
| Alma Juniors              | Esperanza, Santa Fe                      |                              |
| Ciclista Olímpico         | La Banda, Santiago del Estero            | Estadio Vicente Rosales      |
| Ciudad de Bragado         | Bragado, Buenos Aires                    |                              |
| Gimnasia y Esgrima        | La Plata, Buenos Aires                   | Polideportivo Víctor Nethol  |

## Finales por el ascenso
Ascenso 1
Pedro Echagüe - Independiente (Neuquén)
|              | Pedro Echagüe | 83–88 | Independiente (N) |  |  |  |
|              |               |       |                   |  |  |  |
|              |               |       |                   |  |  |  |
| Serie: 0 - 1 |               |       |                   |  |  |  |
|              |               |       |                   |  |  |  |

|              | Pedro Echagüe | 83–71 | Independiente (N) |  |  |  |
|              |               |       |                   |  |  |  |
|              |               |       |                   |  |  |  |
| Serie: 1 - 1 |               |       |                   |  |  |  |
|              |               |       |                   |  |  |  |

|              | Independiente (N) | 67–65 | Pedro Echagüe |  |  |  |
|              |                   |       |               |  |  |  |
|              |                   |       |               |  |  |  |
| Serie: 2 - 1 |                   |       |               |  |  |  |
|              |                   |       |               |  |  |  |

|              | Independiente (N) | 81–60 | Pedro Echagüe |  |  |  |
|              |                   |       |               |  |  |  |
|              |                   |       |               |  |  |  |
| Serie: 3 - 1 |                   |       |               |  |  |  |
|              |                   |       |               |  |  |  |

Ascenso 2
El Nacional Monte Hermoso - Olimpia (Venado Tuerto)
|              | El Nacional Monte Hermoso | 73–56 | Olimpia (VT) |  |  |  |
|              |                           |       |              |  |  |  |
|              |                           |       |              |  |  |  |
| Serie: 1 - 0 |                           |       |              |  |  |  |
|              |                           |       |              |  |  |  |

|              | El Nacional Monte Hermoso | 81–66 | Olimpia (VT) |  |  |  |
|              |                           |       |              |  |  |  |
|              |                           |       |              |  |  |  |
| Serie: 2 - 0 |                           |       |              |  |  |  |
|              |                           |       |              |  |  |  |

|              | Olimpia (VT) | 86–95 | El Nacional Monte Hermoso |  |  |  |
|              |              |       |                           |  |  |  |
|              |              |       |                           |  |  |  |
| Serie: 0 - 3 |              |       |                           |  |  |  |
|              |              |       |                           |  |  |  |

## Final por el campeonato
El Nacional Monte Hermoso - Independiente (N)
|              | Independiente (N) | 86–93 | El Nacional Monte Hermoso |  |  |  |
|              |                   |       |                           |  |  |  |
|              |                   |       |                           |  |  |  |
| Serie: 0 - 1 |                   |       |                           |  |  |  |
|              |                   |       |                           |  |  |  |

|              | El Nacional Monte Hermoso | 95–76 | Independiente (N) |  |  |  |
|              |                           |       |                   |  |  |  |
|              |                           |       |                   |  |  |  |
| Serie: 2 - 0 |                           |       |                   |  |  |  |
|              |                           |       |                   |  |  |  |

El Nacional Monte Hermoso

Campeón

Primer título

Primer ascenso

## Posiciones finales
| Equipo | Equipo                      |
| ------ | --------------------------- |
| 1.°    | El Nacional Monte Hermoso   |
| 2.°    | Independiente (Neuquén)     |
| 3.°    | Pedro Echagüe (BA)          |
| 4.°    | Olimpia (Venado Tuerto)     |
| 5.°    | Unión (Sunchales)           |
| 6.°    | Regatas San Nicolás         |
| 7.°    | La Unión de Formosa         |
| 8.°    | Asociación Española         |
| 9.°    | Argentino (Junín)           |
| 10.°   | Echagüe                     |
| 11.°   | Alma Juniors                |
| 12.°   | Ciclista Olímpico           |
| 13.°   | Ciudad de Bragado           |
| 14.°   | Gimnasia y Esgrima La Plata |

|  | Ascenso a la Liga Nacional. |
|  | Descenso a la Liga "B".     |